# Martha Keys
Martha Elizabeth Keys, född 10 augusti 1930 i Hutchinson i Kansas, död 19 december 2024 i Locust Grove i  Virginia, var en amerikansk demokratisk politiker. Hon var ledamot av USA:s representanthus 1975–1979.
Keys studerade vid Olivet College och University of Missouri. År 1975 efterträdde hon William R. Roy som kongressledamot och efterträddes 1979 av Jim Jeffries. Keys gifte sig 1976 med kongressledamoten Andrew Jacobs Jr.